# Землетрус в Ідрії (1511)
Землетрус в Ідрії 1511 року — є найсильнішим на сьогодні землетрусом у районі сучасної Словенії. За шкалою Меркаллі землетрус мав X ступінь (екстремальний) з магнітудою 6,5. Епіцентр землетрусу (26 березня 1511 р. о 14:00) знаходився в районі Чевідале — Джемона — Ідрія, але землетруси також торкнулися Швейцарії, Хорватії, Угорщини, Богемії та Словаччини.

## Збитки від землетрусу
Найсильніше землетрус пошкодив містечко Ідрія, яке було майже повністю зруйноване. Землетрус зруйнував пагорб між Ідрією та Сподня Ідрією, зсув перекрив річку і річка затопила Ідрію. За оцінками, було вбито від 12 до 15 тисяч людей, а збитки вважалися серйозними. Землетрус зруйнував пагорб між Ідрією та Сподня Ідрією, зсув перекрив річку і річка затопила Ідрію.Ряд замків і церков було зруйновано аж до території від північно-східної Італії до західної Хорватії. Серед зруйнованих будівель були Ліхтенберкський замок, Замок Удіне та Шкоф'янський замок, монастир тевтонських лицарів у Любляні; собор Загреба був серйозно пошкоджений. Землетрус спричинив руйнування у Чівідале-дель-Фріулі, Федісі, Венцоне, Тарченто, Тольміно та багатьох інших місцях. З огляду на спосіб будівництва в ті часи, мабуть, було також багато пошкоджень цегляних багатоквартирних будинків. Дерев'яні хатини, характерні для місць у західній Словенії, ймовірно, пережили землетрус без серйозних пошкоджень. Наслідки землетрусу в Шкофі Лоці дуже добре задокументовані. Навіть сьогодні можна побачити меморіальні дошки, дві на замку і третя на старому зерносховищі.